# Episodi di Chante! (prima stagione)
La prima stagione della serie televisiva Chante! è stata trasmessa in Francia sul canale France 2. 
In Italia è stata trasmessa in anteprima a pagamento, tutti i giorni feriali dal 18 dicembre 2008 sul canale  Mya, mentre in chiaro è stata proposta dal 7 giugno 2010 sul canale Italia 1.
| nº | Titolo originale                | Titolo italiano              | Prima TV Francia | Prima TV Italia  |
| -- | ------------------------------- | ---------------------------- | ---------------- | ---------------- |
| 1  | L'audition                      | L'audizione                  | 18 febbraio 2008 | 18 dicembre 2008 |
| 2  | Premiers pas                    | Primi passi allo Studio 24   | -                | 19 dicembre 2008 |
| 3  | Un job à tout prix              | Un lavoro a tutti i costi    | -                | 22 dicembre 2008 |
| 4  | Tom se rebelle                  | Ritrovare Tom                | -                | 23 dicembre 2008 |
| 5  | Au revoir                       | Arrivederci                  | -                | 24 dicembre 2008 |
| 6  | Ce beau brun ténébreux          | Quel bel bruno tenebroso     | -                | 25 dicembre 2008 |
| 7  | L'incruste                      | Tina deve coabitare con Fafà | -                | 26 dicembre 2008 |
| 8  | L'ombre d'un doute              | L'ombra di un dubbio         | -                | 29 dicembre 2008 |
| 9  | Haut les c(h)oeurs              | In alto i cuori              | -                | 30 dicembre 2008 |
| 10 | Trahison                        | Océane sta con Vincent       | -                | 31 dicembre 2008 |
| 11 | Tom, le retour                  | Il ritorno di Tom            | -                | 1º gennaio 2009  |
| 12 | Rien ne va plus                 | Tutto a rotoli               | -                | 2 gennaio 2009   |
| 13 | Epreuves                        | La prova                     | -                | 5 gennaio 2009   |
| 14 | Sous pressions                  | Sotto pressione              | -                | 6 gennaio 2009   |
| 15 | Vibrations                      | Vibrazioni                   | -                | 7 gennaio 2009   |
| 16 | Le prince charmant              | Il principe azzurro          | -                | 8 gennaio 2009   |
| 17 | Révélations                     | Rivelazioni                  | -                | 9 gennaio 2009   |
| 18 | Grosses cachotteries entre amis | Segreti tra amici            | -                | 12 gennaio 2009  |
| 19 | Coup de tête                    | Colpo di testa               | -                | 13 gennaio 2009  |
| 20 | Ruptures en série               | Ritorno di fiamma            | -                | 14 gennaio 2009  |
| 21 | Le coeur et la raison           | Il cuore e la ragione        | -                | 15 gennaio 2009  |
| 22 | Question de pouvoir             | Una questione di potere      | -                | 16 gennaio 2009  |
| 23 | Le défi                         | La sfida                     | -                | 19 gennaio 2009  |
| 24 | Bas les masques                 | Giù la maschera              | -                | 20 gennaio 2009  |
| 25 | Show must go on                 | Lo show continua!!           | -                | 21 gennaio 2009  |
| 26 | Le choix de Tina                | La scelta di Tina            | -                | 22 gennaio 2009  |